# Balistica terminale
La balistica terminale è la branca della balistica che studia le interazioni fra il proiettile e il bersaglio al momento dell'impatto e negli istanti successivi.

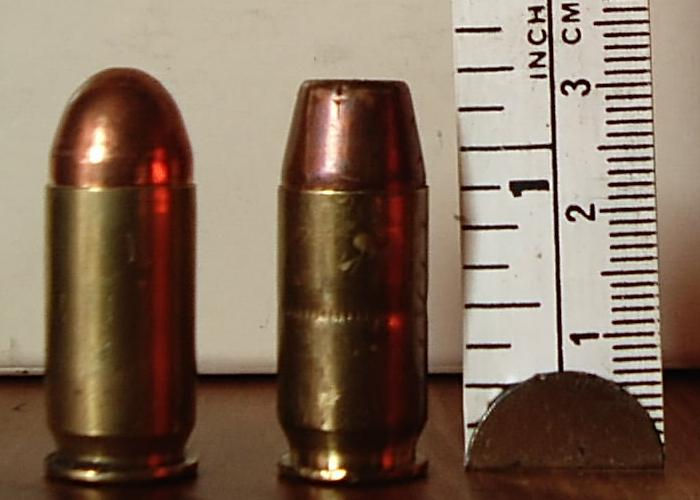
La balistica terminale studia le interazioni fra i proiettili e i bersagli

Lo studio è spesso finalizzato a massimizzare il potere di arresto delle munizioni, con riguardo non solo al calibro, ma soprattutto alla struttura del proiettile, e ciò a maggior ragione nell'utilizzo a fini di difesa personale. Per la difesa personale non è infatti importante che il proiettile sia letale ma è invece importante che arresti l'aggressore. Nella balistica terminale vengono quindi studiate le deformazioni che il proiettile subisce al momento dell'impatto, eventuali frammentazioni che devono essere evitate, e la forma che il proiettile assume a seconda della tipologia della munizione (palle camiciate, blindate, semicamiciate, nude, ecc.).
Un proiettile che penetra il corpo attraversandolo trasmette solo una parte dell'energia cinetica che possiede al bersaglio, e ha quindi un basso potere di arresto. In questo caso il proiettile può essere letale ma spesso non trasmette al bersaglio lo shock necessario a fermarlo istantaneamente ed evitare una pericolosa risposta ostile. Il potere di arresto è infatti legato alla quantità di energia cinetica presente all'impatto e alla percentuale di questa che viene trasmessa al bersaglio.
Lo studio della balistica terminale di un proiettile è quindi importante: un proiettile che si deformi all'impatto, assumendo la classica forma a fungo, verrà facilmente fermato dal corpo del bersaglio che assorbirà quindi la totalità dell'energia cinetica; l'effetto shock e quindi il potere d'arresto saranno massimizzati. È questo il caso delle pallottole a punta cava, che sono però proibite dalla legge italiana ai fini di difesa personale, mentre sono permesse le pallottole blindate, analoghe a quelle usate per usi militari, che hanno la caratteristica di essere meno letali.